# فينيس (وادي أوستا)
فينيس هي بلدة وكومونا تقع في وادي أوستا شمال غرب إيطاليا.